# Jerónimo Cardona
Jerónimo Cardona o Gerónimo Cardona (La Habana, Cuba, 1799 - Ciudad de México, 16 de junio de 1867) fue un militar novohispano del ejército realista. Se unió al ejército Trigarante durante la etapa final de la guerra de independencia de México. Participó en la política mexicana apoyando en diversas ocasiones a Antonio López de Santa Anna.

## Semblanza biográfica
Inició su carrera militar en el ejército insurgente el 28 de febrero de 1812 en el Regimiento de los Antiguos Patriotas. Fue hecho prisionero el 21 de enero de 1814 en la acción del Paso de San Marcos en las márgenes del río Mezcala. Le fue conmutada la pena de muerte por servir como soldado raso en el Piquete de Infantería de la Corona, sin embargo logró fugarse y se unió a las fuerzas del General Don Vicente Vargas con quien permaneció hasta que este General se indultó, junto con otros oficiales Gerónimo Cardona no aceptó el indulto y el 4 de junio de 1821, al mando de cien hombres montados y armados de su propio peculio, decidió unirse al Plan de Iguala proclamado por Agustín de Iturbide. Participó con el Ejército Trigarante en las tomas de Yautepec y Puebla, así como en la entrada triunfal a la Ciudad de México.
En 1832 de adhirió al Plan de Veracruz, cuyo objetivo era terminar con el régimen centralista de Anastasio Bustamante. El 11 de junio de 1833, durante la rebelión de Durán, ayudó en la hacienda de Buenavista, en  Cuautla, a Antonio López de Santa Anna para “escapar de sus captores”, quienes realmente deseaban proclamarlo supremo dictador de la República bajo el lema de “libertad y fueros” en contra del régimen reformista de había implementado Valentín Gómez Farías.
En 1836 participó en la guerra de la independencia de Texas alcanzando el grado de teniente coronel en el ejército mexicano. Fue designado comandante general de Oaxaca en 1842 siendo jefe político y militar del Soconusco hasta 1846. Ejerció el cargo de comandante general y gobernador de Chiapas durante breves períodos de 1846 a 1848. En 1850 fue comandante general de Coahuila y en 1851 de Nuevo León. El 20 de agosto de 1853 fue ascendido a general de brigada. Fue gobernador de Coahuila del 1 de octubre de 1853 al 31 de octubre de 1854 y de Nuevo León del 1 de octubre de 1854 a mayo de 1855.  
Fue distinguido como caballero de la Orden de Guadalupe durante el régimen dictatorial de Santa Anna.  Murió en la Ciudad de México el 16 de junio de 1867.